# Cridling Stubbs
Cridling Stubbs – wieś w Anglii, w hrabstwie North Yorkshire, w dystrykcie (unitary authority) North Yorkshire. Leży 32 km na południe od miasta York i 253 km na północ od Londynu.